# Баймурадова, Мадина Руслановна
Мадина Руслановна Баймурадова (26 декабря 1986, Калининаул, Казбековский район, Дагестанская АССР, РСФСР, СССР) — российская тяжелоатлетка, призёр чемпионата России, тренер.

## Биография
Является уроженкой села Калининаул Казбековского района. Будучи студенткой 2-го курса физкультурного отделения, жила в Хасавюрте, где попала в спортзал и познакомилась с тренером по тяжёлой атлетике Олхозуром Эльмурзаевым, который её привёл в этот спорт. В 2005 году на всероссийском турнире «Дружба – мир Кавказу», проходившем в Хасавюрте, одержала свою первую победу. В 2009 году во Владикавказе стала серебряным призёром Кубка России. 1 апреля 2009 года ей было присвоено звание мастер спорта России. Позже перебралась в Махачкалу, где тренируется в ССШОР им. Али Алиева, выступает под руководством Омара Назирова. В конце февраля 2016 года в Бабаюрте стала чемпионкой Дагестана в весовой категории до 69 килограмм, подняв штангу в рывке – 70 кг, а толчок на 90 кг. В апреле 2017 года в Бабаюрте вновь стала чемпионкой Дагестана, но уже в весовой категории до 75 кг. В начале июня 2017 года в Ростове-на-Дону победила на чемпионате СКФО в весе до 75 кг. В январе 2021 года принимала участие на Кубке России в Старом Осколе. В начале апреля 2021 года в Бабаюрте в очередной раз выиграла чемпионат Дагестана, но уже в весе до 71 кг. В конце апреля 2021 года в городе Тырныауз Кабардино-Балкарии победила на чемпионате СКФО. В начале июня 2021 года в Ханты-Мансийске принимала участие на чемпионате России. В начале февраля 2022 года в Орле участвовала на Кубке России. В начале мая 2022 года в селении Ботаюрт Хасавюртовского района участвовала в турнире памяти Мурата Саидова. В начале июля 2022 года участвовала на чемпионате России в Хабаровске, где заняла 4 место. В феврале 2023 года в Грозном принимала участие на Кубке России. В апреле 2023 года в Тырныаузе победила на чемпионате СКФО. В конце августа 2023 года в Грозном победила на Всероссийском турнире памяти Ахмата Кадырова в весовой категории до 76 кг. В декабре 2023 года в Махачкале выиграла турнир памяти мастера спорта СССР Бейбулата Гамидова, в котором Мадина превысила норматив мастера спорта России. В конце января 2024 года в Туле выступала на Кубке России. 18 июля 2024 года в Новосибирске, подняв в рывке – 83 кг, а в толчке – 102 кг, завоевала бронзовую медаль чемпионата России.

## Спортивные результаты
- Чемпионат России по тяжёлой атлетике 2024 — ;